# Patriot Hills
Patriot Hills är en kulle i Antarktis. Den ligger i Västantarktis. Chile gör anspråk på området. Toppen på Patriot Hills är 1 213 meter över havet, eller 8 meter över den omgivande terrängen. Bredden vid basen är 0,50 km.
Terrängen runt Patriot Hills är platt åt nordost, men åt sydväst är den kuperad. Trakten är glest befolkad. Närmaste befolkade plats är Arturo Parodi Station, 2,3 kilometer nordost om Patriot Hills.